# В усадьбе
«В усадьбе» — рассказ Антона Павловича Чехова. Написан в 1894 году. Опубликован в том же году газетой «Русские ведомости» (№ 237 от 28 августа) с подписью «Антон Чехов».

## Сюжет
Павел Рашевич, вдовствующий дворянин, принимает в своём доме судебного следователя Мейера. Он с возбуждением развивает ему идеи об интеллектуальном превосходстве дворянства «благородной крови». Мейер, будучи молодым человеком, мог бы составить партию для его старшей дочери Жени, и тогда все хлопоты и долги по имению перешли бы к зятю. А недоимок и пеней у него скопилось около двух тысяч рублей.
Длинная речь Рашевича раздражает Мейера, но из-за вежливости он остается за ужином. Рашевич дошел до того, что предложил, что если к нему подойдет чумазый, то ему надо сказать «прямо в харю» слова пренебрежения: «Руки прочь! Сверчок, знай свой шесток!» На эти слова Мейер ответил, что не сможет так поступить, поскольку он сам мещанин, а его отец был простым рабочим. После этого Рашевич смутился, а его дочери покраснели. Потом Мейер сказал, что он гордится своим положением, и уехал.
Дочери обиделись на отца и на следующее утро не захотели с ним встречаться. Тогда Рашевич стал писать дочерям письмо, в котором просил учесть, что он стар, никому не нужен, просил забыть о нём и похоронить в «простом сосновом гробе, без церемоний».

### Персонажи
- Павел Ильич Рашевич, дворянин, хозяин дома.
- Мейер, мещанин, молодой судебный следователь.
- Две дочери Рашевича, Женя и Ираида, 24 и 22-х лет.

## Создание и публикация
А. С. Лазарев-Грузинский вспоминал, что рассказ написан под впечатлениям Чехова о жизни в 1887 году в Бабкине: "Однажды… из киселевского дома вернулась сестра Чехова. Мария Павловна рассказала, что… Алексей Сергеевич Киселев почему-то вздумал завести речь о стремлении крестьянских и кухаркиных детей к ученью, к гимназиям и с возмущением говорил, что власть склонна им мирволить, вместо того чтобы из школ и из гимназий их гнать… Выслушав рассказ сестры, Чехов пожал плечами и сказал с досадой: «И охота тебе было слушать этого дурака!»
Рассказ написан в 1894 году. Впервые опубликован тогда же в газете «Русские ведомости» № 237 от 28 августа с подписью «Антон Чехов», в этом же году печатался в сборнике «Повести и рассказы». Позднее вошёл в собрание сочинений писателя, изданное А. Ф. Марксом.
При жизни Чехова рассказ был переведён на английский, сербскохорватский и чешский языки. Рашевич был превращён в фильме «Неоконченная пьеса для механического пианино» в кичащегося своим дворянством помещика Щербука, которого сыграл Олег Табаков.

## Критика
Вл. И. Немирович-Данченко в письме автору рассказа писал: «„В усадьбе“ — классическая пьеса, уверяю Вас. Делает подавляющее и громадное впечатление. Даже среди Ваших рассказов это из лучших». Критик С. А. Андреевский посчитал рассказ карикатурой на «ненасытного говоруна». В. Альбов в статье о творчестве Чехова отмечал: «В усадьбе» в ряду других рассказов Чехова, мастерски рисующих «цельные звериные, животные фигуры».